# Loice Chemnung
Loice Chemnung (* 22. Februar 1997) ist eine kenianische Langstreckenläuferin.

## Sportliche Laufbahn
Erste internationale Erfahrungen sammelte Loice Chemnung bei den Juniorenweltmeisterschaften 2014 in Eugene, bei denen sie in 15:55,17 min den fünften Platz im 5000-Meter-Lauf belegte. 2018 wurde sie bei den Afrikameisterschaften in Asaba in 16:25,78 min Sechste. Im Jahr darauf nahm sie im 1500-Meter-Lauf an den Afrikaspielen in Rabat teil und belegte dort in 4:24,14 min Rang sieben.

## Persönliche Bestzeiten
- 1500 Meter: 4:06,3 min, 10. Juni 2017 in Nairobi
- 3000 Meter: 8:40,08 min, 3. Mai 2019 in Doha
- 5000 Meter: 14:53,14 min, 14. Juli 2018 in Bellinzona